# Ain-Alar Juhanson
Ain-Alar Juhanson, né le 2 octobre 1976 à Paide en Estonie est un triathlète professionnel, multiple vainqueur sur triathlon Ironman.

## Palmarès
Le tableau présente les résultats les plus significatifs (podium) obtenus sur le circuit national et international de triathlon et du duathlon depuis 1998,.
| Année | Compétition                           | Pays             | Position           | Temps           |
| ----- | ------------------------------------- | ---------------- | ------------------ | --------------- |
| 2008  | Ironman Lanzarote                     | Espagne          | Médaille de bronze | 9 h 8 min 36 s  |
| 2006  | Ironman Lanzarote                     | Espagne          | Médaille d'or      | 8 h 54 min 11 s |
| 2006  | Ironman Nouvelle-Zélande              | Nouvelle-Zélande | Médaille d'or      | 3 h 31 min 6 s  |
| 2005  | Ironman Lanzarote                     | Espagne          | Médaille d'or      | 8 h 55 min 37 s |
| 2003  | Championnat d'Estonie                 | Estonie          | Médaille d'or      | Timing          |
| 2003  | Championnat d'Estonie de duathlon     | Estonie          | Médaille d'or      | Timing          |
| 2002  | Championnat d'Estonie de duathlon     | Estonie          | Médaille d'or      | Timing          |
| 2000  | Championnat d'Estonie                 | Estonie          | Médaille d'or      | Timing          |
| 1998  | Championnat d'Estonie longue distance | Estonie          | Médaille d'or      | Timing          |